# Deborah Raffin
Deborah Raffin (13 de marzo de 1953-21 de noviembre de 2012) fue una actriz de cine y televisión, directora, productora, guionista y empresaria estadounidense, nacida en Los Ángeles y fallecida en la misma ciudad.
Fue nominada en una ocasión al premio Globo de Oro a la mejor actriz - Drama. Por su labor como productora de audiolibros obtuvo, junto a su marido Michael Viner y la actriz Audrey Hepburn, el Premio Grammy.

## Trayectoria artística
Su carrera como actriz se inicia a principios de la década de 1970, interviniendo sobre todo en series y películas para la televisión.
Participó en la 47ª Ceremonia de entrega de los premios Óscar el 8 de abril de 1975 en el Dorothy Chandler Pavilion de Los Ángeles. 
La ceremonia fue presentada por Sammy Davis, Jr., Bob Hope, Shirley MacLaine y Frank Sinatra. A Raffin le correspondió presentar junto a Joseph Bottoms el premio 
Óscar al mejor sonido, concedido a la película catastrofista Terremoto.
Su película para la televisión o telefilm Alambradas de cristal (Nightmare at Badham County 1976) supuso un éxito en cines en la China continental, haciendo de Raffin una estrella allí, y permitiendo 
después que se convirtiera en la primera actriz occidental en hacer una gira de promoción de una película en aquel país.
Posteriormente interviene también en alguna producción para la gran pantalla; estuvo nominada al Premio Globo de Oro a la mejor Actriz - Drama (Golden Globe Award for Best Actress - Motion Picture Drama) de 1980, por la película Touched by Love (1980); curiosamente, 
el mismo papel también le supuso una nominación para la primera ceremonia de entrega de los Premios Golden Raspberry del 31 de marzo de 1981. Así como los Premios Oscar reconocen los mejores trabajos del año anterior, estos premios reconocen las peores producciones e interpretaciones del año. Otros papeles destacados para el cine tuvieron lugar 
en la producción fantástica Gold Told Me To, de Larry Cohen y en El justiciero de la noche (Death wish 3), en la que compartía protagonismo con el duro Charles Bronson. 
Protagonizó en aquellas fechas junto a Steve Inwood y John Rhys-Davies la fallida Grizzly II, secuela de Grizzly; está película, también conocida como 
Grizzly 2: The Concert, Grizzly 2: The Predator y Predator: The Concert, se produjo en 1985 con escenas filmadas en Hungría, pero nunca fue estrenada, pese a encontrarse filmada y montada y a falta de algunos efectos especiales. 
En el reparto figuraban en pequeños papeles futuras estrellas como George Clooney , Charlie Sheen y Laura Dern. Grizzly II, largamente oculta, fue a menudo considerada una leyenda urbana en la historia del cine de terror. Una versión bootleg de la copia de trabajo de la película se distribuyó en 2007. En 1991 apareció como Julie Vale, una mujer con telepatía en Scanners II: The New Order, secuela del éxito del film fantástico Scanners que dirigiera 
David Cronenberg.
En 1988, protagoniza la miniserie obra de James Clavell Noble House, junto a Pierce Brosnan. Apareció después como Julie Camden Hastings en la serie televisiva
7th Heaven,  y como la Dra. Hightower en la serie de la ABC, The Secret Life of the American Teenager.
A principios de la década de 1990, su carrera como actriz se centra de forma exclusiva en la televisión, medio en el que también ejerció labores de dirección y producción.
Se mantuvo activa en la televisión hasta sus últimos años, teniendo papeles de estrella invitada en algunas populares series como 
Ley y orden: Unidad de víctimas especiales o Urgencias.

## Vida personal
Raffin nació como Deborah Iona raffin en Los Ángeles, California el 13 de marzo de 1953, siendo hija de Trudy Marshall, una antigua actriz de cine originaria de Brooklyn, 
y de Phillip Jordan Raffin, restaurador y hombre de negocios. 
Su padre era judío, en cambio su madre tenía unos antecedentes familiares cristianos; Raffin se identificaba con el judaísmo.

Contrajo matrimonio con el productor Michael Viner (1944-2009) en 1974; Raffin y su marido se convirtieron posteriormente en editores de audiolibros; 
permanecieron casados por más de treinta años, teniendo un hijo, hasta que se divorciaron en 2005.

## Fallecimiento
Raffin falleció el 21 de noviembre de 2012 en su ciudad natal de Los Ángeles, a la edad de 59 años, a consecuencia de una leucemia.
Durante la 19.a edición de los Premios del Sindicato de Actores que reconocieron las interpretaciones en cine y televisión durante el año 2012, que tuvo lugar el 27 de 
enero de 2013 en el Auditorio Shrine de Los Ángeles, se les rindió un homenaje a los artistas fallecidos entre enero de 2012 
y enero de 2013; entre estos se incluyó a Deborah Raffin.

## Otras ocupaciones
Raffin creó, junto con su entonces marido Michael Viner, la empresa de audiolibros Dove audio-books, un formato popular en los Estados Unidos.
En la 36a edición de los Premios Grammy 1994, Raffin y Viner obtuvieron el premio al Mejor álbum hablado para niños como productores de 
Audrey Hepburn's Enchanted Tales, en el que la narración correspondía a la conocida y ya desaparecida actriz Audrey Hepburn, también galardonada. La compañía fue vendida en 1997.

## Filmografía parcial
- Título/Título original/Estreno/director/Personaje

- Of Men and Women (1973) (Telefilme) (segmento Margie Passes)
- Cuarenta quilates (40 Carats, 1973) ... Trina Stanley
- The Dove (1974) ... Patti Ratteree
- Una vez no basta (Once is Not enough, 1975) ... January Wayne
- Alambradas de cristal (Nightmare at Badham County, 1976) (Telefilme, también exhibida en cines) ... Cathy Phillips
- God Told Me To (1976), de Larry Cohen ... Casey Forster
- La centinela (The Sentinel) (1977), de Michael Winner ... Jennifer
- Caza criminal (1977) ... Cindy Simmons
- Hanging on a Star (1978) (Telefilme) ... Katie Ross
- How to Pick Up Girls! (1978) (Telefilme) ... Cynthia Miller
- Una camionera llamada Willa (1979) (Telefilme) ... Willa barnes
- Mind Over Murder (1979) (Telefilme), de Ivan Nagy ... Suzy
- Todo por amor (1980) (Telefilme) ... Barbara
- Touched by Love (1980) ... Lena Canada Nominación al Globo de Oro a la mejor actriz
- Foul Play (1981) (Serie de televisión) ... Gloria Mundy
- Killing at Hell's Gate (1981) (Telefilme) ... Anna Medley
- For Lovers Only (1982) (Telefilme) ... Lilah Ward
- El baile de los enanos (Dance of the Dwarfs, 1983) ... Dr. Evelyn Howard
- Misterio (1984) (Serie de televisión) ... Selena Frankham
- Claudia (1985) ... Claudia
- Lace II (1985) (Miniserie de televisión) ... Judy Hale
- El justiciero de la noche (Death wish 3, 1985), de Michael Winner ... Kathryn Davis
- Noble House (1988) (Miniserie de televisión) ... Casey Tcholok
- B.L. Stryker (1989) (Serie de televisión) ... Carolann
- La noche del zorro (1990) (Telefilme) ... Sara Drayton
- Scanners II: El nuevo orden (Scanners II: The New Order, 1991)
- Gloria de la mañana (Morning Glory, 1993) ... Elly Dinsmore (también guionista)
- A Perry Mason Mistery: The Case of the Grimacing Governor (1994) (Telefilme) ... Emily Allison
- Siete en el paraíso (7th Heaven, 1996-2005) (Serie de televisión) ... Julie Camden Hastings
- Ley y orden: Unidad de víctimas especiales (2006) (Serie de televisión) ... Maia Graves
- Urgencias (2008) ... Nicole
- Vida secreta de una adolescente (The Secret Life of the American Teenager, 2008-2010) (Serie de televisión) ... Dra. Hightower